# José Emilio Mitrovich
José Emilio Mitrovich (Avellaneda; 8 de julio de 1947) es un exfutbolista argentino naturalizado guatemalteco que jugaba como delantero.
Es considerado uno de los mejores jugadores que ha tenido el CSD Municipal de Guatemala. Hizo un total de 121 goles en la Liga Nacional de Fútbol de Guatemala y participó en dos clasificatorias hacia la Copa Mundial de Fútbol.

## Trayectoria
Surgió en las fuerzas básicas del Racing Club de Avellaneda de su país de origen en 1967. En 1968 fue traspasado al equipo mayor del Quilmes Atlético Club, también de Argentina, disputó 4 partidos pero no logró marcar un gol.
De 1969 a 1971 fue parte del Club Atlético Kimberley, donde hizo su debut en la fecha 2 del Campeonato Nacional de Argentina el 13 de septiembre de 1970, ya que entró de cambio por José Malleo. El partido acabó 3-3.
Llegó al Deportivo Toluca de la Primera División de México, donde fue semifinalista en la Copa de Campeones de la Concacaf 1972, cayendo en la semifinal por un marcador global de 2-1 frente al equipo que posteriormente sería campeón, CD Olimpia de Honduras. Permaneció en los diablos rojos hasta mediados de 1973, ya que pasó al Veracruz y al no ver tantos minutos, retorna a Argentina.
En 1973, jugó con el Chacarita Juniors e hizo una gira por Guatemala y es entonces donde su compatriota Salvador Pericullo lo observo y se lo recomendo al entrenador del CSD Municipal, Rubén Amorín. El técnico uruguayo lo aprobó y lo trajo a su equipo en 1974.
El 13 de enero anotó su primer gol en la cancha del Estadio Mario Camposeco, donde fue a empatar ante Xelajú MC (2-2). En su primera temporada con los rojos, anotó 20 goles, de los cuales 4 fueron en la fase final.
Con Municipal, anotó un total de 73 goles: 53 de liga, 7 Copa Fraternidad Centroamericana, 2 Copa, 10 Concacaf y 1 Copa Interamericana. Obtuvo la Liga Nacional de 1974 y la Copa Fraternidad 1974.
En 1976, llega a la Aurora FC y su primer gol vestido de aurinegro lo alcanzó un 12 de mayo, cuando venció 3-1 a Zacapa. 13 goles anotó con el equipo, incluyendo 2 en la VI Copa Fraternidad Centroamericana; ante Comunicaciones y Cartaginés de Costa Rica, donde fueron campeones.
Un año después, vuelve a los rojos del Municipal, donde obtendría de nuevo la Copa Fraternidad Centroamericana en ese año y el subtítulo de Liga Nacional 1977-78. En 1984, se trasladó junto a su compatriota Ricardo Piccinini a El Salvador para jugar con el CD Águila, pero retornó a Guatemala y Finanzas Industriales de Amatitlán lo fichó, donde anotó 8 veces, con doblete ante Antigua el 21 de febrero y el último el 11 de diciembre, donde empataron a dos ante Suchitepéquez.
Cobán Imperial se interesó en él, y llegó para jugar en dos diferentes etapas. La primera duró desde principios de la temporada 1978 hasta 1982 y luego de 1984 a 1985.
Su primer gol fue nuevamente ante Zacapa, el cual llegó el 23 de abril de 1978 y el último el 6 de enero de 1985, en la derrota 1-2 en Jalapa, por la Copa Verano 1984-85. Con Cobán, anotó un total de 63 goles, 49 de liga, 9 de copa y 5 en la Copa Fraternidad 1979, tres ante el Real España y tres ante Broncos, ambos de Honduras.

## Selección nacional
En 1977 consigue la nacionalización guatemalteca y disputa con la selección de Guatemala las eliminatorias mundialistas hacia Argentina 1978 y de España 1982.

### Goles internacionales
| Núm. | Fecha                   | Lugar                                                | Rival  | Gol | Resultado | Competición                  |
| ---- | ----------------------- | ---------------------------------------------------- | ------ | --- | --------- | ---------------------------- |
| 1    | 12 de octubre de 1977   | Estadio Universitario, Monterrey, México             | Haití  | 1-2 | 1-2       | Eliminatoria al Mundial 1978 |
| 2    | 19 de octubre de 1977   | Estadio Azteca, Ciudad de México, México             | México | 1-1 | 1-2       | Eliminatoria al Mundial 1978 |
| 3    | 2 de julio de 1980      | Estadio Revolución, Ciudad de Panamá, Panamá         | Panamá | 2-0 | 2-0       | Eliminatoria al Mundial 1982 |
| 4    | 16 de noviembre de 1980 | Estadio Mateo Flores, Ciudad de Guatemala, Guatemala | Panamá | 4-0 | 5-0       | Eliminatoria al Mundial 1982 |
| 5    | 16 de noviembre de 1980 | Estadio Mateo Flores, Ciudad de Guatemala, Guatemala | Panamá | 5-0 | 5-0       | Eliminatoria al Mundial 1982 |

## Clubes
| Club                  | País        | Año       |
| --------------------- | ----------- | --------- |
| Quilmes               | Argentina   | 1968      |
| Kimberley             | Argentina   | 1969-1971 |
| Toluca                | México      | 1971-1973 |
| Veracruz              | México      | 1973      |
| Chacarita Juniors     | Argentina   | 1973      |
| Municipal             | Guatemala   | 1974-1978 |
| Aurora (cesión)       | Guatemala   | 1976      |
| Cobán Imperial        | Guatemala   | 1978-1982 |
| Finanzas Industriales | Guatemala   | 1982-1983 |
| Cobán Imperial        | Guatemala   | 1983-1985 |
| Águila (cesión)       | El Salvador | 1984      |

## Palmarés

### Títulos regionales
| Título           | Equipo    | País      | Año  |
| ---------------- | --------- | --------- | ---- |
| Liga Marplatense | Kimberley | Argentina | 1969 |
| Liga Marplatense | Kimberley | Argentina | 1970 |

### Títulos nacionales
| Título        | Equipo    | País      | Año  |
| ------------- | --------- | --------- | ---- |
| Liga Nacional | Municipal | Guatemala | 1974 |

### Títulos internacionales
| Título                           | Equipo    | País      | Año  |
| -------------------------------- | --------- | --------- | ---- |
| Copa Fraternidad Centroamericana | Municipal | Guatemala | 1974 |
| Copa de Campeones de la Concacaf | Municipal | Guatemala | 1974 |
| Copa Fraternidad Centroamericana | Aurora    | Guatemala | 1976 |
| Copa Fraternidad Centroamericana | Municipal | Guatemala | 1977 |